# 陶群南
陶群南（1968年—），女，四川阆中人，汉族，中华人民共和国政治人物、第十二届全国人民代表大会安徽地区代表。
毕业于重庆大学金属压力加工专业。2013年，担任全国人大代表。
现为芜湖新兴铸管有限责任公司轧钢部部长助理。她曾先后荣获河北省科技进步奖、集团科技进步奖，以及安徽省芜湖市科协系统先进工作者（2007年），新兴铸管股份公司先进职工（2008年），集团公司“三八”红旗手（2009年）等荣誉称号，成为集团4000名科技人员中的佼佼者。